# Силвенія (Джорджія)
Силвенія (англ. Sylvania) — місто (англ. city) в США, в окрузі Скревен штату Джорджія. Населення — 2634 особи (2020).

## Географія
Силвенія розташована за координатами 32°44′50″ пн. ш. 81°38′26″ зх. д. / 32.74722° пн. ш. 81.64056° зх. д. (32.747181, -81.640682).  За даними Бюро перепису населення США в 2010 році місто мало площу 13,26 км², з яких 13,05 км² — суходіл та 0,21 км² — водойми.

## Демографія
Згідно з переписом 2010 року, у місті мешкало 2956 осіб у 1205 домогосподарствах у складі 749 родин. Густота населення становила 223 особи/км².  Було 1374 помешкання (104/км²).
Расовий склад населення:
| - 50,6 % — чорних або афроамериканців - 46,4 % — білих - 1,2 % — азіатів - 0,3 % — корінних американців |

До двох чи більше рас належало 1,1 %. Частка іспаномовних становила 1,4 % від усіх жителів.
За віковим діапазоном населення розподілялося таким чином: 25,2 % — особи молодші 18 років, 55,4 % — особи у віці 18—64 років, 19,4 % — особи у віці 65 років та старші. Медіана віку мешканця становила 39,1 року. На 100 осіб жіночої статі у місті припадало 76,1 чоловіків;  на 100 жінок у віці від 18 років та старших — 72,3 чоловіків також старших 18 років.
Середній дохід на одне домашнє господарство  становив 40 419 доларів США (медіана — 30 461), а середній дохід на одну сім'ю — 48 771 долар (медіана — 41 176). Медіана доходів становила 40 938 доларів для чоловіків та 30 847 доларів для жінок. За межею бідності перебувало 30,4 % осіб, у тому числі 43,4 % дітей у віці до 18 років та 16,8 % осіб у віці 65 років та старших.
Цивільне працевлаштоване населення становило 951 осіб. Основні галузі зайнятості: освіта, охорона здоров'я та соціальна допомога — 24,9 %, роздрібна торгівля — 19,3 %, виробництво — 12,4 %, публічна адміністрація — 8,9 %.